# 鈴木正雄 (角海老)
鈴木 正雄（すずき まさお、1932年9月18日 - ）は、日本の実業家。ソープランド32軒や宝石店やボクシングジム、不動産会社、バスタオル洗濯会社などを擁する角海老グループの創業者・経営者で「ソープの帝王」と呼ばれる。

## 来歴・人物
富裕な家具屋と妾の間に生まれ、山田家の養子となる。東京府東京市金曾木国民学校（現：台東区立金曾木小学校）を経て、1945年4月、旧制開成中学校（現：開成中学・高校）に入学。同年5月、山形県に疎開し、旧制山形中学校（現：山形県立山形東高等学校）に転入。
第二次世界大戦後、東京に戻るが、実家と養家の没落に伴い実母の元に戻り、困窮生活を送り、アルバイトをしながら旧制開成中学校に3年間学ぶ。さらに、便所掃除や人力車の車夫の仕事をしつつ、1948年から新制巣鴨商業高等学校に学ぶが、1950年6月に中退する。母が浅草の花柳界にいた縁から、自らも吉原で輪タクの経営を始め、さらに女郎屋「あけぼの二号店」を開く。のち、車夫時代から出入りしていた老舗遊郭「角海老」の名を継いで今日に至る。
売春防止法違反などで10回の逮捕歴を持ち、脱税容疑で国税庁の査察を受けること2回。3回の執行猶予付き有罪判決を受けたが、実刑判決を受けたことはない。外国から来日した賓客や随伴の官吏の接待に売春を斡旋していた関係から政財界や官界にパイプを持ち、特に内閣総理大臣の田中角栄や大平正芳、最高裁判所長官の石田和外、三井銀行会長の小山五郎、検事総長の井本臺吉、京王閣社長の遠藤士一、本田技研工業社長の本田宗一郎と昵懇で、石田のことは「第三の親父」、遠藤のことは「わたしには人生で『親父』と呼んだ人が三人ほどおりますが、そのうちの一人が遠藤さん」というほどの関係であった。
このため、「わたしは警視庁に十回逮捕されているにもかかわらず、刑務所には一度も収監されていないのは、このことが理由の一つかもしれません」とも述べている。
1977年度の個人所得が東京都荒川区の長者番付で第2位（国家公務員の初任給が8万8000円の時代に1億4992万円）となったこともある。
在日朝鮮人と言われることもあるが、これは同姓同名の恐喝犯と混同した誤伝であると鈴木当人は主張している。
また鈴木は、角海老宝石ボクシングジムを開設し、ジムオーナーとして 小林光二（元WBCフライ級王者）、 イーグル・デーン・ジュンラパン（イーグル京和、元WBCミニマム級王者）、小堀佑介（元WBAライト級王者）を始め、坂本博之や榎洋之など数々の名ボクサーを育成しているとされているが、本人にボクシング経験はなくトレーナーライセンスも取得していない。